# Avon (rzeka w Somerset)
Avon – rzeka w Anglii, w hrabstwach Gloucestershire, Wiltshire i Somerset długości ok. 120 km. Wpływa do estuarium rzeki Severn w Avonmouth, koło Bristol. Przepływa przez Chippenham, Melksham, Bath i Bristol. Nad rzeką zabytkowy most wiszący – Clifton Suspension Bridge, dzieło Isambarda Kingdom Brunela. Nazwa pochodzi od walijskiego słowa oznaczającego rzekę.